# Nephrotheca ilicifolia
Nephrotheca ilicifolia là một loài thực vật có hoa trong họ Cúc. Loài này được (L.) B.Nord. & Källersjö mô tả khoa học đầu tiên năm 2006.